# Kabaddi bãi biển tại Đại hội Thể thao Bãi biển châu Á 2016
Môn Kabaddi bãi biển tại Đại hội Thể thao Bãi biển châu Á 2016 diễn ra ở Đà Nẵng, Việt Nam từ ngày 23 tới ngày 27 tháng 9 năm 2016 tại công viên Biển Đông, Đà Nẵng.

## Huy chương
| Nội dung | Vàng | Bạc | Đồng |
| -------- | --- | --- | --- |
| Nam      | Pakistan · Nasir Ali · Akhlaq Hussain · Muhammad Imran · Kashif Razzaq · Arslan Ahmed · Ibrar Hussain                       | Ấn Độ · Sandeep · Middina Nagaraju · Suresh Reddy Bogi · Rajesh Mondal · Manoj Kumar Chandana · Surjeet                              | Sri Lanka · Milinda Ahangama · Chaminda Samarakoon · Lahiru Kuruppu · Kasun Thenuwara · Ranidu Chamara · Rathnayake Mudiyanselage |
| Nam      | Pakistan · Nasir Ali · Akhlaq Hussain · Muhammad Imran · Kashif Razzaq · Arslan Ahmed · Ibrar Hussain                       | Ấn Độ · Sandeep · Middina Nagaraju · Suresh Reddy Bogi · Rajesh Mondal · Manoj Kumar Chandana · Surjeet                              | Hàn Quốc · Lee Dong-geon · Eom Tae-deok · Lee Jang-kun · Hong Dong-ju · Kim Seong-ryeol · Kim Tae-beom                            |
| Nữ       | Ấn Độ · Payel Chowdhury · Sakshi Kumari · Anthoniyammal Savarimuthu · Gayatri Karampudi · Pinki · Vara Manikya Durga Kodela | Thái Lan · Tanatporn Srijan · Thanwarat Chongmi · Krittaya Kwangkunthot · Siwita Pongmak · Jeerawan Namchiangtai · Yamonporn Arunrat | Sri Lanka · Sajini Manori · Madavi Wijekoon · Manoja Lakmali · Madushani Chathurika · Madurika Alahakoon · Methusala Thilakshani  |
| Nữ       | Ấn Độ · Payel Chowdhury · Sakshi Kumari · Anthoniyammal Savarimuthu · Gayatri Karampudi · Pinki · Vara Manikya Durga Kodela | Thái Lan · Tanatporn Srijan · Thanwarat Chongmi · Krittaya Kwangkunthot · Siwita Pongmak · Jeerawan Namchiangtai · Yamonporn Arunrat | Hàn Quốc · Jo Hyun-a · Ko Eun-byeol · Shin So-min · Kim Hee-jeong · Yoon Yu-ri · Kim Ji-young                                     |

## Bảng xếp hạng huy chương
| 1         | Ấn Độ     | 1 | 1 | 0 | 2 |
| 2         | Pakistan  | 1 | 0 | 0 | 1 |
| 3         | Thái Lan  | 0 | 1 | 0 | 1 |
| 4         | Hàn Quốc  | 0 | 0 | 2 | 2 |
| 4         | Sri Lanka | 0 | 0 | 2 | 2 |
| Tổng cộng | Tổng cộng | 2 | 2 | 4 | 8 |

## Kết quả

### Nam

#### Vòng sơ bộ

##### Bảng A
| Đội      | St | T | H | B | Đt | Đb | Hđ  | Điểm |
| -------- | -- | - | - | - | -- | -- | --- | ---- |
| Ấn Độ    | 2  | 1 | 1 | 0 | 83 | 61 | +22 | 3    |
| Pakistan | 2  | 1 | 1 | 0 | 78 | 70 | +8  | 3    |
| Thái Lan | 2  | 0 | 0 | 2 | 69 | 99 | −30 | 0    |

| 23 tháng 9 15:00 | Pakistan | 47–39 | Thái Lan | Công viên Biển Đông, Đà Nẵng |
| 23 tháng 9 15:00 | (25–22)  |       |          | Công viên Biển Đông, Đà Nẵng |
| 23 tháng 9 15:00 |          |       |          | Công viên Biển Đông, Đà Nẵng |

| 24 tháng 9 8:00 | Ấn Độ   | 52–30 | Thái Lan | Công viên Biển Đông, Đà Nẵng |
| 24 tháng 9 8:00 | (30–13) |       |          | Công viên Biển Đông, Đà Nẵng |
| 24 tháng 9 8:00 |         |       |          | Công viên Biển Đông, Đà Nẵng |

| 25 tháng 9 15:00 | Pakistan | 31–31 | Ấn Độ | Công viên Biển Đông, Đà Nẵng |
| 25 tháng 9 15:00 | (15–18)  |       |       | Công viên Biển Đông, Đà Nẵng |
| 25 tháng 9 15:00 |          |       |       | Công viên Biển Đông, Đà Nẵng |

##### Bảng B
| Đội       | St | T | H | B | Đt  | Đb  | Hđ  | Điểm |
| --------- | -- | - | - | - | --- | --- | --- | ---- |
| Hàn Quốc  | 2  | 2 | 0 | 0 | 100 | 57  | +43 | 4    |
| Sri Lanka | 2  | 1 | 0 | 1 | 114 | 60  | +54 | 2    |
| Malaysia  | 2  | 0 | 0 | 2 | 39  | 136 | −97 | 0    |

| 23 tháng 9 16:00 | Hàn Quốc | 60–19 | Malaysia | Công viên Biển Đông, Đà Nẵng |
| 23 tháng 9 16:00 | (27–8)   |       |          | Công viên Biển Đông, Đà Nẵng |
| 23 tháng 9 16:00 |          |       |          | Công viên Biển Đông, Đà Nẵng |

| 24 tháng 9 9:00 | Sri Lanka | 76–20 | Malaysia | Công viên Biển Đông, Đà Nẵng |
| 24 tháng 9 9:00 | (33–13)   |       |          | Công viên Biển Đông, Đà Nẵng |
| 24 tháng 9 9:00 |           |       |          | Công viên Biển Đông, Đà Nẵng |

| 25 tháng 9 16:00 | Sri Lanka | 38–40 | Hàn Quốc | Công viên Biển Đông, Đà Nẵng |
| 25 tháng 9 16:00 | (21–19)   |       |          | Công viên Biển Đông, Đà Nẵng |
| 25 tháng 9 16:00 |           |       |          | Công viên Biển Đông, Đà Nẵng |

#### Vòng đấu loại trực tiếp
|  | Bán kết    | Bán kết  |    |  | Huy chương vàng | Huy chương vàng |  |
|  |            |          |    |  |                 |                 |  |
|  | 26 tháng 9 |          |    |  |                 |                 |  |
|  | Ấn Độ      | 49       |    |  |                 |                 |  |
|  | Sri Lanka  | 26       |    |  |                 |                 |  |
|  |            |          |    |  |                 |                 |  |
|  |            |          |    |  | 27 tháng 9      |                 |  |
|  |            |          |    |  | Ấn Độ           | 28              |  |
|  |            | Pakistan | 30 |  |                 |                 |  |
|  |            |          |    |  |                 |                 |  |
|  |            |          |    |  |                 |                 |  |
|  |            |          |    |  |                 |                 |  |
|  | 26 tháng 9 |          |    |  |                 |                 |  |
|  | Hàn Quốc   | 31       |    |  |                 |                 |  |
|  | Pakistan   | 35       |    |  |                 |                 |  |

##### Bán kết
| 26 tháng 9 15:00 | Ấn Độ   | 49–26 | Sri Lanka | Công viên Biển Đông, Đà Nẵng |
| 26 tháng 9 15:00 | (26–12) |       |           | Công viên Biển Đông, Đà Nẵng |
| 26 tháng 9 15:00 |         |       |           | Công viên Biển Đông, Đà Nẵng |

| 26 tháng 9 16:00 | Hàn Quốc | 31–35 | Pakistan | Công viên Biển Đông, Đà Nẵng |
| 26 tháng 9 16:00 | (15–17)  |       |          | Công viên Biển Đông, Đà Nẵng |
| 26 tháng 9 16:00 |          |       |          | Công viên Biển Đông, Đà Nẵng |

##### Huy chương vàng
| 27 tháng 9 16:00 | Ấn Độ   | 28–30 | Pakistan | Công viên Biển Đông, Đà Nẵng |
| 27 tháng 9 16:00 | (11–16) |       |          | Công viên Biển Đông, Đà Nẵng |
| 27 tháng 9 16:00 |         |       |          | Công viên Biển Đông, Đà Nẵng |

### Nữ

#### Vòng sơ bộ

##### Bảng A
| Đội      | St | T | H | B | Đt  | Đb  | Hđ  | Điểm |
| -------- | -- | - | - | - | --- | --- | --- | ---- |
| Ấn Độ    | 2  | 2 | 0 | 0 | 94  | 68  | +26 | 4    |
| Hàn Quốc | 2  | 1 | 0 | 1 | 104 | 72  | +32 | 2    |
| Việt Nam | 2  | 0 | 0 | 2 | 54  | 112 | −58 | 0    |

| 23 tháng 9 8:00 | Ấn Độ   | 45–41 | Hàn Quốc | Công viên Biển Đông, Đà Nẵng |
| 23 tháng 9 8:00 | (21–21) |       |          | Công viên Biển Đông, Đà Nẵng |
| 23 tháng 9 8:00 |         |       |          | Công viên Biển Đông, Đà Nẵng |

| 25 tháng 9 9:00 | Hàn Quốc | 63–27 | Việt Nam | Công viên Biển Đông, Đà Nẵng |
| 25 tháng 9 9:00 | (31–17)  |       |          | Công viên Biển Đông, Đà Nẵng |
| 25 tháng 9 9:00 |          |       |          | Công viên Biển Đông, Đà Nẵng |

| 26 tháng 9 8:00 | Ấn Độ  | 49–27 | Việt Nam | Công viên Biển Đông, Đà Nẵng |
| 26 tháng 9 8:00 | (30–8) |       |          | Công viên Biển Đông, Đà Nẵng |
| 26 tháng 9 8:00 |        |       |          | Công viên Biển Đông, Đà Nẵng |

##### Bảng B
| Đội        | St | T | H | B | Đt | Đb | Hđ  | Điểm |
| ---------- | -- | - | - | - | -- | -- | --- | ---- |
| Thái Lan   | 2  | 2 | 0 | 0 | 99 | 69 | +30 | 4    |
| Sri Lanka  | 2  | 1 | 0 | 1 | 85 | 76 | +9  | 2    |
| Bangladesh | 2  | 0 | 0 | 2 | 57 | 96 | −39 | 0    |

| 23 tháng 9 9:00 | Thái Lan | 52–28 | Bangladesh | Công viên Biển Đông, Đà Nẵng |
| 23 tháng 9 9:00 | (31–13)  |       |            | Công viên Biển Đông, Đà Nẵng |
| 23 tháng 9 9:00 |          |       |            | Công viên Biển Đông, Đà Nẵng |

| 25 tháng 9 8:00 | Thái Lan | 47–41 | Sri Lanka | Công viên Biển Đông, Đà Nẵng |
| 25 tháng 9 8:00 | (24–20)  |       |           | Công viên Biển Đông, Đà Nẵng |
| 25 tháng 9 8:00 |          |       |           | Công viên Biển Đông, Đà Nẵng |

| 26 tháng 9 9:00 | Sri Lanka | 44–29 | Bangladesh | Công viên Biển Đông, Đà Nẵng |
| 26 tháng 9 9:00 | (28–12)   |       |            | Công viên Biển Đông, Đà Nẵng |
| 26 tháng 9 9:00 |           |       |            | Công viên Biển Đông, Đà Nẵng |

#### Vòng đấu loại trực tiếp
|  | Bán kết    | Bán kết  |    |  | Huy chương vàng | Huy chương vàng |  |
|  |            |          |    |  |                 |                 |  |
|  | 27 tháng 9 |          |    |  |                 |                 |  |
|  | Ấn Độ      | 39       |    |  |                 |                 |  |
|  | Sri Lanka  | 23       |    |  |                 |                 |  |
|  |            |          |    |  |                 |                 |  |
|  |            |          |    |  | 27 tháng 9      |                 |  |
|  |            |          |    |  | Ấn Độ           | 41              |  |
|  |            | Thái Lan | 31 |  |                 |                 |  |
|  |            |          |    |  |                 |                 |  |
|  |            |          |    |  |                 |                 |  |
|  |            |          |    |  |                 |                 |  |
|  | 27 tháng 9 |          |    |  |                 |                 |  |
|  | Thái Lan   | 40       |    |  |                 |                 |  |
|  | Hàn Quốc   | 33       |    |  |                 |                 |  |

##### Bán kết
| 27 tháng 9 8:00 | Ấn Độ   | 39–23 | Sri Lanka | Công viên Biển Đông, Đà Nẵng |
| 27 tháng 9 8:00 | (22–11) |       |           | Công viên Biển Đông, Đà Nẵng |
| 27 tháng 9 8:00 |         |       |           | Công viên Biển Đông, Đà Nẵng |

| 27 tháng 9 9:00 | Thái Lan | 40–33 | Hàn Quốc | Công viên Biển Đông, Đà Nẵng |
| 27 tháng 9 9:00 | (20–20)  |       |          | Công viên Biển Đông, Đà Nẵng |
| 27 tháng 9 9:00 |          |       |          | Công viên Biển Đông, Đà Nẵng |

##### Huy chương vàng
| 27 tháng 9 15:00 | Ấn Độ   | 41–31 | Thái Lan | Công viên Biển Đông, Đà Nẵng |
| 27 tháng 9 15:00 | (18–17) |       |          | Công viên Biển Đông, Đà Nẵng |
| 27 tháng 9 15:00 |         |       |          | Công viên Biển Đông, Đà Nẵng |